# Карповская (Тарногский район)
Карповская — деревня в Тарногском районе Вологодской области.
Входит в состав Спасского сельского поселения, с точки зрения административно-территориального деления — в Верхнеспасский сельсовет.
Расстояние по автодороге до районного центра Тарногского Городка — 35 км, до центра муниципального образования Никифоровской — 3 км.
По переписи 2002 года население — 27 человек (12 мужчин, 15 женщин). Всё население — русские.